# Caligula castanea
Caligula castanea är en fjärilsart som beskrevs av Swinhoe 1892. Caligula castanea ingår i släktet Caligula och familjen påfågelsspinnare. Inga underarter finns listade i Catalogue of Life.